# Hugo ten Hertog
Hugo ten Hertog (Utrecht, 1994) is een Nederlands schaakgrootmeester (GM). 

## Schaakcarrière
In februari 2020 scoorde Ten Hertog zijn derde grootmeesternorm tijdens de Portugal Open.  Hij speelt in de Nederlandse competitie voor schaakvereniging Paul Keres. Ten Hertog studeerde politicologie aan de Radboud Universiteit Nijmegen. Sinds 2022 is hij in dienst bij de Nederlandse Spoorwegen.